# SAPEI
SAPEI, est un système de transport de puissance électrique à courant continu et haute tension qui relie la Sardaigne au Italie continentale. Le câble sous-marin reliant Fiume Santo à Latina est posé à 1600 mètres sous le niveau de la mer, en mer Tyrrhénienne. Il est le câble de puissance sous-marin le plus profond au monde, câble propriété et exploité par Terna.

## Historique
Le contrat pour les stations de conversion fut attribué en 2006. Le premier câble sous-marin, ainsi que les câbles terrestres, furent posés en 2008 et les premiers essais sous tension débutèrent. En 2009, les stations de conversion de Latina et Fiume Santo entrèrent en fonctionnement. La pose du deuxième câble sous-marin avait été prévue pour la fin de l'année 2010. La pose du câble sous-marin fut réalisée par le Giulio Verne, le plus grand navire de pose de câbles au monde. Le câble a été inauguré le 17 mars 2011,

## Description
La liaison se compose du câble sous-marin d'un longueur de 420 km et  de câbles terrestres de 15 km. Les convertisseurs à thyristors sont de structure bipolaire classique avec pour chaque station deux ponts à douze impulsions et point neutre médian. La puissance totale est de 1 000 Mégawatts sous une tension de 500 kV. Le diamètre du câble sous-marin est de 120 mm. Il est relié aux réseaux de courant alternatif de 400 kV par les stations de conversion à Fiume Santo et à Latina. La sous station de Latina s’étend sur une superficie de 35 000 m2, celui de Fiume Santo sur 48 000 m2. Le câble fut fabriqué par Prysmian et des stations de conversion furent conçues par ABB,. Le coût du projet s’éleva à plus de 730 M€.